# قصه‌ای به‌نام دارو
قصه‌ای به‌نام دارو نام یک مجموعه تلویزیونی ایرانی به کارگردانی هوشنگ آزادی‌ور است که در سال ۱۳۶۴ از شبکه ۱ سیمای جمهوری اسلامی ایران پخش گردید.
این مجموعهٔ نمایشی، سه قسمت داشت: (۱) داروی کهن، انسان نورسیده (۲) داروی شفابخش یا ابزار سلطه (۳) نظام نوین دارویی